# Jakob Altenberg
Jakob Altenberg (* 4. Februar 1875 in Grzymatow, Skralat, Galizien; † 13. Januar 1944 in Wien) war ein österreichischer Geschäftsmann. Altenberg war ein Geschäftspartner des jungen Adolf Hitler in dessen Wiener Zeit (1909–1913). In der Hitler-Forschung erlangte Altenberg, der ein Jude war, eine gewisse Bedeutung, da die gute Beziehung, in der er zu Hitler stand, verschiedentlich als Beleg für die These gewertet wird, dass Hitler in seiner Wiener Zeit – anders als später von ihm selbst behauptet – noch kein Antisemit war.

## Leben und Bedeutung für die Hitler-Forschung
Jakob Altenberg wurde 1875 als Sohn des jüdischen Ehepaars Moses und Sarah Altenberg in Galizien geboren. Als junger Mann kam Altenberg nach Wien, wo er das Handwerk des Vergolders erlernte. Später legte er seinen jüdischen Glauben ab und heiratete 1902 eine katholische Wiener Gastwirtstochter. Aus der Ehe gingen zwei Kinder hervor, die Tochter Adele (* 1896) und der Sohn Jakob junior (* 1902).
Im Jahr 1898 eröffnete Altenberg sein erstes Geschäft als Rahmenhändler und Vergolder in der Wiedner Hauptstraße 37. Binnen weniger Jahre avancierte er von einem kleinen Händler zum Betreiber einer erfolgreichen Rahmenwerkstatt und einer gut gehenden Kette von Rahmen- und Kunstgeschäften, in denen Bilderrahmen, Bilder und kleinere Kunstgegenstände (Figuren etc.) feilgeboten wurden. Zusätzlich zu seiner Hauptniederlassung in der Wiedner Hauptstraße konnte Altenberg später noch drei weitere Filialen gründen, unter anderem ein Geschäft in der Mariahilfer Straße.
In den Jahren 1909 bis 1913 stand Altenberg in geschäftlichem Kontakt mit dem jungen Adolf Hitler, der zu dieser Zeit als Maler in Wien lebte. Hitler belieferte Altenbergs Läden bis zu seiner Übersiedlung nach Deutschland im Mai 1913 regelmäßig mit selbst gemalten Bildern, die er entweder selbst oder über Geschäftspartner wie Reinhold Hanisch oder Josef Löffner, die wie er selbst das Männerwohnheim in der Meldemannstraße lebten, an Altenberg verkaufte. Die von dem späteren deutschen Diktator angefertigten Bilder – in der Regel Aquarelle – wurden von Altenberg teilweise als Bildware zum Zimmerschmuck, teilweise aber auch als Beigabe zur attraktiveren Gestaltung der von ihm angebotenen Bilderrahmen – die sich mit einem Füllstück leichter verkauften, als wenn sie leer angeboten wurden – weiter verkauft. Die Geschäftsbeziehung zwischen Hitler und Altenberg war ungeachtet von Altenbergs jüdischer Abstammung gut: Dafür spricht nicht nur die Dauer des geschäftlichen Kontakts, den beide zueinander unterhielten, sondern auch Aussagen von Hanisch und Hitler selbst. Hanisch bestätigte das gute Verhältnis Hitlers zu Altenberg in seinen 1939 in der amerikanischen Zeitschrift The Republican veröffentlichten Erinnerungen, und Hitler selbst hat sich später ausschließlich in positiver Weise über die Person Altenbergs geäußert. Dieser Umstand sowie die spätere Aussage Altenbergs, nie eine antisemitische Äußerung aus Hitlers Mund gehört zu haben, werden dementsprechend in der Hitler-Forschung häufig als Bestätigung dafür gesehen, dass Hitler während seiner Wiener Zeit noch kein Antisemit – oder zumindest kein aggressiver Rassenantisemit – war, sondern dies erst während des oder unmittelbar nach dem Ersten Weltkrieg geworden sein muss, so etwa von Brigitte Hamann in ihrem Buch Hitlers Wien. Insbesondere Hitlers eigene Behauptung in seinem 1925 erschienenen Buch Mein Kampf, dass er bereits in Wien ein überzeugter Antisemit gewesen sei, wird vor dem Hintergrund seiner Beziehung zu Altenberg und anderen Wiener Juden (wie den Männerheimbewohnern Löffner und Neumann und dem Händler Morgenstern) stark angezweifelt. Hamann interpretiert diese Behauptung etwa als eine Zwecklüge, die Hitler aus politischem Kalkül verbreitet hätte, um den Eindruck zu erwecken, dass sein Antisemitismus das Produkt einer geradlinigen Entwicklung ohne Brüche und Widersprüche gewesen sei. 
Nach dem Ende der Geschäftsbeziehung zu Hitler führte Altenberg, dem die historische Forschung zudem eine der wenigen Beschreibungen von Hitlers Erscheinungsbild während seiner Wiener Zeit verdankt, seine Geschäfte noch knapp fünfundzwanzig Jahre lang fort. Nach dem deutschen Einmarsch in Österreich 1938 wurden Altenbergs Geschäfte „arisiert“ und sein Vermögen bis auf eine Minimalrente beschlagnahmt. Die zwei zum Zeitpunkt des Anschlusses noch in seinem Geschäftslager verbliebenen Hitler-Bilder musste Altenberg 1938 für ein geringes Entgelt an das Hauptarchiv der NSDAP verkaufen. 
Altenberg entging nach 1942 wegen seiner arischen Ehefrau der Deportation. Er starb 1944 in Wien. Altenbergs Sohn Jakob (Jacques) begründete das Unternehmen des Vaters nach dem Zweiten Weltkrieg in bescheidenem Umfang (mit nur einem Laden) neu.